# نبرد ارتریا
نبرد دریایی ارتریا، بخشی از جنگ پلوپونز میان دولت‌شهرهای اسپارت و آتن بود که در سپتامبر ۴۱۱ پیش از میلاد در کرانه‌های اِوبویا رخ داد.

## پیش‌زمینه
در بهار سال ۴۱۱ پیش از میلاد، ارتریایی‌ها موفق شدند با کمک بوئوتیایی‌ها آتنی‌ها را از اوروپوس بیرون کنند. این شهر یک نقطهٔ استراتژیک برای آتن بود زیرا به آنها اجازه می‌داد سراسر اوبویا را زیر فرمان خود داشته باشند. افزون بر این، تمام بار بازرگانی جزیره بر دوش این شهر بود. ارتریایی‌ها با امید این که اسپارت به یاری آن‌ها خواهد شتافت جنگ با آتن را آغاز کردند تا به فرمانروایی آتن بر اوبویا پایان دهند.

## نبرد
در پایان تابستان ۴۱۱ پیش از میلاد، یک ناوگان بزرگ اسپارتی به سوی اوبویا رهسپار شد. آتنی‌ها کوشیدند با فرستادن ناوگروهی به ارتریا به فرماندهی تیموکارس، از تغییر جناح اوبویایی‌ها جلوگیری کنند. با این حال، ارتریایی‌ها از اسپارتی‌ها پشتیبانی کردند. هنگامی که کشتی‌های آتنی برای تأمین آذوفهٔ خود در بندر ارتریا پهلو گرفته بودند، ارتریایی‌ها با کمک یک علامت آتش به فرماندهٔ اسپارتی، دریابد هگساندریداس اطلاع دادند که اکنون زمان مناسبی برای حمله است. آتنی‌ها به سرعت سوار کشتی شدند اما طی نبرد دریایی با نیروهای اسپارتی شکست خوردند و به دنبال آن ۲۲ کشتی را از دست دادند. سربازان آتنی‌ای که سعی داشتند با فرار از میدان نبرد به ارتریا پناه ببرند به دست مردم شهر کشته شدند. تنها آن‌هایی که موفق به فرار به سوی دژ آتنی نزدیک شهر شدند جان سالم به در بردند.

## پیامد
پس از این نبرد، کمابیش همهٔ شهرهای اوبویایی جناح خود را تغییر دادند. همچنین ارتریایی‌ها مطمئن نبودند که آیا آتنی‌ها ارتریا را پس خواهند گرفت یا نه، که در نهایت به قتل‌عام ارتریایی‌ها ختم شد.